# Prosopium coulterii
Prosopium coulterii és una espècie de peix de la família dels salmònids i de l'ordre dels salmoniformes.

## Morfologia
- Els mascles poden assolir 28 cm de longitud total.
- Nombre de vèrtebres: 49-55.[1][2]

## Alimentació
Menja principalment crustacis i larves d'insectes aquàtics.

## Depredadors
És depredat per Lota lota.

## Hàbitat
És un peix d'aigua dolça, de clima temperat i bentopelàgic que viu entre 18-168 m de fondària.

## Distribució geogràfica
Es troba a Nord-amèrica i Rússia.

## Observacions
És inofensiu per als humans.